# Josep Oliver Alonso
Josep Oliver Alonso (Girona, 1946) és un economista català. És professor emèrit del Departament d’Economia Aplicada de la Universitat Autònoma de Barcelona (UAB). Va ser catedràtic del Departament d’Economia Aplicada d’aquesta universitat entre els anys 1994 i 2016. La seva recerca s'ha centrat en temes de productivitat, mercat de treball, demografia i immigració, així com de renda, estalvi i inversió en educació de les llars. També ha fet recerca sobre les relacions econòmiques i comercials Catalunya-Espanya, i sobre la dinàmica macroeconòmica de Catalunya i Espanya, amb especial atenció a les dinàmiques del mercat immobiliari, les crisis financeres, la governança europea i l’euro.

## Trajectòria
Va ser membre de la comissió encarregada d’identificar les causes i proposar remeis al diferencial d’inflació de Catalunya amb Espanya (2005-2008) i de la comissió científica que va establir les bases del Pacte Nacional per la Immigració de Catalunya (2006-2007). En el període 2004-2005 va ser coordinador general de l’Acord Estratègic per la Internacionalització, la qualitat de l’ocupació i la competitivitat de l’economia catalana, signat el 15 de febrer de 2005 entre el Govern de la Generalitat de Catalunya, CCOO i UGT i Foment del Treball Nacional, PIEMC- Sefes i CEPIME. L’any 2014 va participar en la comissió del Parlament de Catalunya sobre la iniciativa popular de Renda Bàsica i l’any 2007 ho va fer a la Comissió sobre Immigració, del Congrés dels Diputats.
És o ha sigut és membre del Consell assessor internacional de l’Anuari CIDOB de la Immigració (des de 2016) i codirector d'EuropeG, think-tank nascut amb vocació de crear opinió qualificada sobre temes rellevants en l’àmbit de l’economia i l’orientació de la política econòmica a Catalunya, Espanya i Europa (des de 2016). Ha liderat estudis econòmics, informes i publicacions tant pel sector públic com privat.
En l’àmbit universitari, ha estat vicerector de Professorat (1990-1992) i vicerector d’investigació i professorat  (1992-1994) de la UAB, universitat on ha exercit nombroses responsabilitats, entre les quals, president de la Comissió d’Investigació (1992-1994), president de la Comissió de Professorat (1990-1994), membre de la Comissió d’Ordenació Acadèmica (1991-1994), representant de la UAB a la Comissió Mixta UAB-ICS (1993-1995), membre del Consell de Govern i membre del Claustre General). Ha dirigit el Departament d’Economia Aplicada de la UAB en diversos períodes (1990, 1995-1996, 2001-2002, 2008-2010 i 2011-2013). Va ser membre de l'Agència de Qualitat Universitària de Catalunya entre 2002 i 2006 i de la Comissió d’Avaluació de la Qualitat dels Títols i Programes de l’Agència Catalana d’Avaluació Universitària entre 2004 i 2006. És membre del CADS des del 2013.

## Premis i reconeixements
Ha estat guardonat amb el Premi Catalunya d'Economia de la Societat Catalana d'Economia de l’Institut d’estudis Catalans (1994) i tres cops amb el Premi Joan Sardà del Col·legi d’Economistes de Catalunya al millor llibre d'Economia per la seva participació en obres col·lectives d'economia (el 2005, el 2007 i el 2017). El 2017 va ser nomenat Col·legiat de Mèrit del Col·legi d’Economistes de Catalunya.